# شي وايتشاو
شي وايتشاو (بالصينية: 谢维超) هو لاعب كرة قدم صيني في مركز الوسط، ولد في 6 يوليو 1989 في لياونينغ في الصين. لعب مع نادي غوانغجو آر أند إف.